# Ролинг Хилс (град, Калифорния)
Ролинг Хилс (на английски: Rolling Hills) е град в окръг Лос Анджелис, щата Калифорния, САЩ. Ролинг Хилс е с население от 1871 жители (2000) и обща площ от 7,97 km². Намира се на 389 m надморска височина. ЗИП кодът му е 90274, а телефонният му код е 310.